# Alfred Roth (Politiker)
Alfred Roth (* 27. April 1879 in Stuttgart; † 9. Oktober 1948 in Hamburg-Bergedorf) bzw. mit Pseudonym Otto Armin war ein radikaler antisemitischer Agitator, Bundeswart des Reichshammerbunds und Hauptgeschäftsführer des Deutschvölkischen Schutz- und Trutzbunds.

## Leben
Nach dem Besuch der Bürgerschule und der kaufmännischen Fortbildungsschule in Stuttgart hörte Roth Vorlesungen an der Oberschulbehörde in Hamburg. Er absolvierte eine Lehre zum Kaufmann, trat 1900 in die Leitung des Deutschnationalen Handlungsgehilfenverbandes ein und blieb bis zum Sommer 1917 in dieser Funktion. Roth wurde als Mitglied der Deutschsozialen Partei im Jahr 1908 Reichstagskandidat für den Wahlkreis Herzogtum Lauenburg. Ab 1912 war er ehrenamtliches Mitglied in der Reichsversicherungsanstalt für Angestellte. Von 1917 bis zum Frühjahr 1919 Sozialsekretär bei den Rheinischen Stahlwerken in Duisburg-Meiderich. 
Roth diente als Einjährig-Freiwilliger im Infanterie-Regiment „Kaiser Friedrich, König von Preußen“ (7. Württembergisches) Nr. 125, aus dem er im November 1918 als Hauptmann der Reserve entlassen wurde. Im Ersten Weltkrieg wurde er viermal verwundet und erhielt u. a. das Verwundetenabzeichen in Silber, beide Klassen des Eisernen Kreuzes und das Ritterkreuz des Württembergischen Militärverdienstordens am 5. Oktober 1916.
Im 1912 gegründeten Reichshammerbund war Roth aktives Mitglied und folgte als Vorsitzender 1914 auf Karl August Hellwig. Alfred Roth wurde Mitglied der im März 1914 gegründeten Deutschvölkischen Partei. Im Jahre 1919 spielte Roth eine bedeutende Rolle bei der Überführung der Mitglieder aufgelöster antisemitischer Organisationen in den neugegründeten Deutschvölkischen Schutz- und Trutzbund. Diesen leitete er bis 1933 als Hauptgeschäftsführer, trotz des mit allen diktatorischen Vollmachten ausgestatteten Vorsitzenden Konstantin Freiherr von Gebsattel (1854–1932). Unter der Federführung von Roth als führendem Mitarbeiter des Deutschnationalen Handlungsgehilfen-Verbands und überzeugtem Antisemiten verfolgte der Reichshammerbund primär rassistische Ziele und propagierte die Erneuerung des deutschen Volkstums.
1921 diffamierte er in einer Hetzschrift das „System Ballin-Rathenau“ als Ursache für die Niederlage Deutschlands und unterstützte damit die antisemitische und verschwörungstheoretische Komponente innerhalb der Dolchstoßlegende: „Während der deutsche Soldat an der Front mit der Waffe in der Hand sein Vaterland verteidigte“, so der Tenor der antisemitischen Propaganda, habe sich „der Jude in der Heimat skrupellos an der Not des deutschen Volks bereichert“. Nachdem der Deutschvölkische Schutz- und Trutzbund in Hamburg 1922 verboten worden war, zog Roth zurück in sein Heimatland Württemberg und gab dort sein rechtsradikales Blatt Reichssturmfahne. Im Mai 1923 wurde er wegen öffentlicher Beleidigung von Walther Rathenau zu einer Geldstrafe von 500.000 Reichsmark oder 100 Tagen Gefängnis verurteilt. Der Staatsgerichtshof in Leipzig erteilte Roths Antisemitismus und dessen rassistisch motivierten Anwürfen gegen Rathenau zwar eine klare Absage, dennoch hielt es sich bei der allgemeinen Bewertung des Rassismus äußerst bedeckt.
Im Mai 1924 wurde Roth auf Reichswahlvorschlag für die Deutschnationale Volkspartei in den Reichstag gewählt. Im Mai 1928 kehrte er nach Hamburg-Bergedorf zurück, da er hier eine Rente des Deutschnationalen Handlungsgehilfenverbandes bezog. Im selben Jahr trat er der NSDAP bei, musste sie aber 1931 oder 1932 wieder verlassen, da er sich weigerte, den Alldeutschen Verband zu verlassen, dem er schon seit der Kaiserzeit angehörte. Als Mitglied des Stahlhelms hatte er ab 1933 in der NSDAP einen Gaststatus und wurde wegen seiner Verdienste für die völkische Erneuerung des deutschen Volkes mehrfach geehrt. Im selben Jahr zog er auf der Bergedorfer Liste Kampffront Schwarz-Weiß-Rot in die Bürgervertretung ein. Bei der Reichstagswahl 1936 kandidierte er erfolglos für die NSDAP auf dem hinteren Listenplatz Nummer 1026. Am 15. November 1937 beantragte er die erneute Aufnahme in die NSDAP und wurde rückwirkend zum 1. Mai desselben Jahres aufgenommen (Mitgliedsnummer 5.582.227).

## Werke (Auswahl)
- Das kaufmännische Fortbildungsschulwesen in Deutschland: sein gegenwärtiger Stand und seine fernere Ausgestaltung. Deutschnationaler Handlungsgehilfen-Verband, Hamburg 1903.
- Unterlagen zur Schaffung eines Gesetzes betr. die staatliche Pensions-Versicherung der Privatangestellten: nach amtlichen und sonstigen Quellen. Hanseatische Druck- und Verlags-Anstalt, Hamburg 1907.
- Auf Sturmes Schwingen. Erinnerungen an die Sturm- und Drangjahre. In: Festschrift zum elften deutschen Handlungsgehilfentag und elften Verbandstag des Deutschnationalen Handlungsgehilfen-Verbandes 11. bis 15. Juni 1909 in Stuttgart. Ortsgruppe Stuttgart des DHV, Stuttgart 1909, S. 10–18.
- Die wirtschaftliche Lage der deutschen Handlungsgehilfen i. J. 1908, Teil 2: Die Gehaltsfrage der Handlungsgehilfen. Verlag der Buchhandlung des D.H.V., Hamburg 1911.
- Vaterländische Jugendpflege: Vortrag gehalten auf dem 13. Deutschen Handlungsgehilfentag am 15. Juni 1913 in Frankfurt am Main. Buchhandlung des Deutschnationalen Handlungsgehilfenverbandes, Hamburg 1913.
- Zwölf Kriegsaufsätze: Zur Aufmunterung Mahnung und Warnung aller Deutschen geschrieben. Verlag des Reichs-Hammer-Bundes, Hamburg 1917.
- unter dem Pseudonym Otto Armin: Die Juden im Heere: eine statistische Untersuchung nach amtlichen Quellen. Deutscher Volks-Verlag, München 1919.
- Geheime Fäden im Weltkriege. Deutschvölkische Verlags-Anstalt, München 1919 (Hammer-Schläge; 2).
- Deutschvölkischer Schutz-und Truz-Bund: Unser Wollen-unsere Aufgabe. Sleipner, Hamburg 1920.
- Die Juden in den Kriegs-Gesellschaften und in der Kriegs-Wirtschaft. Deutscher Volksverlag, Dr. Ernst Boepple, München 1921.
- Unser Wollen – unsere Arbeit: Eine Antwort auf die Frage nach Zweck und Ziel des Deutschvölkischen Schutz und Truz Bundes. Schwitzke & Meißner, Hamburg 1921.
- Das sollt ihr tun! Buch- und Kunstdruckerei W. Heimberg, Stade 1921.
- Rathenau: „Der Kandidat des Auslandes“. Deutschvölkische Verlagsanstalt, Hamburg 1922.
- Der Judenpranger: ein Spiegelbild der jüdischen Seele: dargestellt nach namenlosen Briefen und Zuschriften von Juden und Jüdinnen gerichtet an. Deutschvölkische Verlagsanstalt, Hamburg 1922.
- Judas Herrschgewalt: die Deutschvölkischen im Lichte der Behörden und des Staatsgerichtshofes ; eine Streitschrift. Deutschvölkische Verlags-Anstalt, Hamburg 1923.
- Meine Verteidigungsrede vor dem Staatsgerichtshof zum Schutze der Republik in Leipzig. Deutschvölkischer Verlag, Stuttgart 1923.
- Der völkische Gedanke und die Studentenschaft: Vortrag gehalten auf Veranlassung des Hochschulringes in der Aula der Technischen Hochschule Stuttgart am 2. November 1923. Belser, Stuttgart 1923.
- Einsichten und Bekenntnisse. Deutschvölkischer Verlag, Stuttgart 1924.
- Von Rathenau zu Barmat: der Leidensweg des deutschen Volkes. Roth, Stuttgart 1925.
- Die Bedeutung der Kriegsschuldlüge: Vortrag, gehalten im Krieger- u. Militärverein „Kaiser Friedrich“ Stuttgart. Belser, Stuttgart 1926.
- So sah ich den Krieg: Briefe aus dem Felde und aus Lazaretten. Bd. 1: 1914 bis 1916. Hoffmann, Leipzig 1930.
- Aus der Kampfzeit des Deutschvölkischen Schutz- und Trutzbundes  eine Erinnerungsschrift. Schwitzke, Hamburg 1939.
- Auf gerader Linie: ein Rückblick auf 45 Jahre Kampf ums Deutschtum. Hamburg-Bergedorf 1944.